# Aasterberg
Aasterberg (Limburgs: Aosterberg) is een Nederlands gehucht in de Limburgse gemeente Echt-Susteren. Het gehucht ligt aan de doorgaande weg van Maasbracht naar Roosteren, ter hoogte van afrit Echt en ingesloten tussen het Julianakanaal en de Oude Maas, een voormalige rivierarm van de Maas. Het gehucht telt naar schatting 40 inwoners.
In 1922 kwam de tramlijn Roermond - Sittard gereed, die ten oosten van de buurtschap Ophoven op eigen tracé liep. Daar kwam ook een tramhalte. Hoewel Aasterberg hier bijna een kilometer vanaf lag, kreeg de halte de naam Openhoven Aasterberg. Dagelijks reden er vijf trams in beide richtingen en de trams stopten 'op tijdig verzoek'. In 1937 werd de tramlijn opgebroken en nam busvervoer het reizigersverkeer over.
De buurtschap Aasterberg omvat slechts ca. 20 huizen, maar is door de gemeente Echt-Susteren toch groot/dichtbebouwd genoeg bevonden voor een 'bebouwde kom', en heeft daarom blauwe plaatsnaamborden, met een 30-km-zone.

De naam Aasterberg of “(D’n) Aosterberg” in het Limburgs dialect wijzen niet op de betekenis 'oostelijk gelegen berg', maar eerder op berg'terreinverheffing, heuvel' bij een locatie Aast*, waarin mogelijk het Limburgs aost 'tak, kwast', ook 'esdoorn'. Men ziet verband met een naburige veldnaam, plaatselijk Aosder geheten.

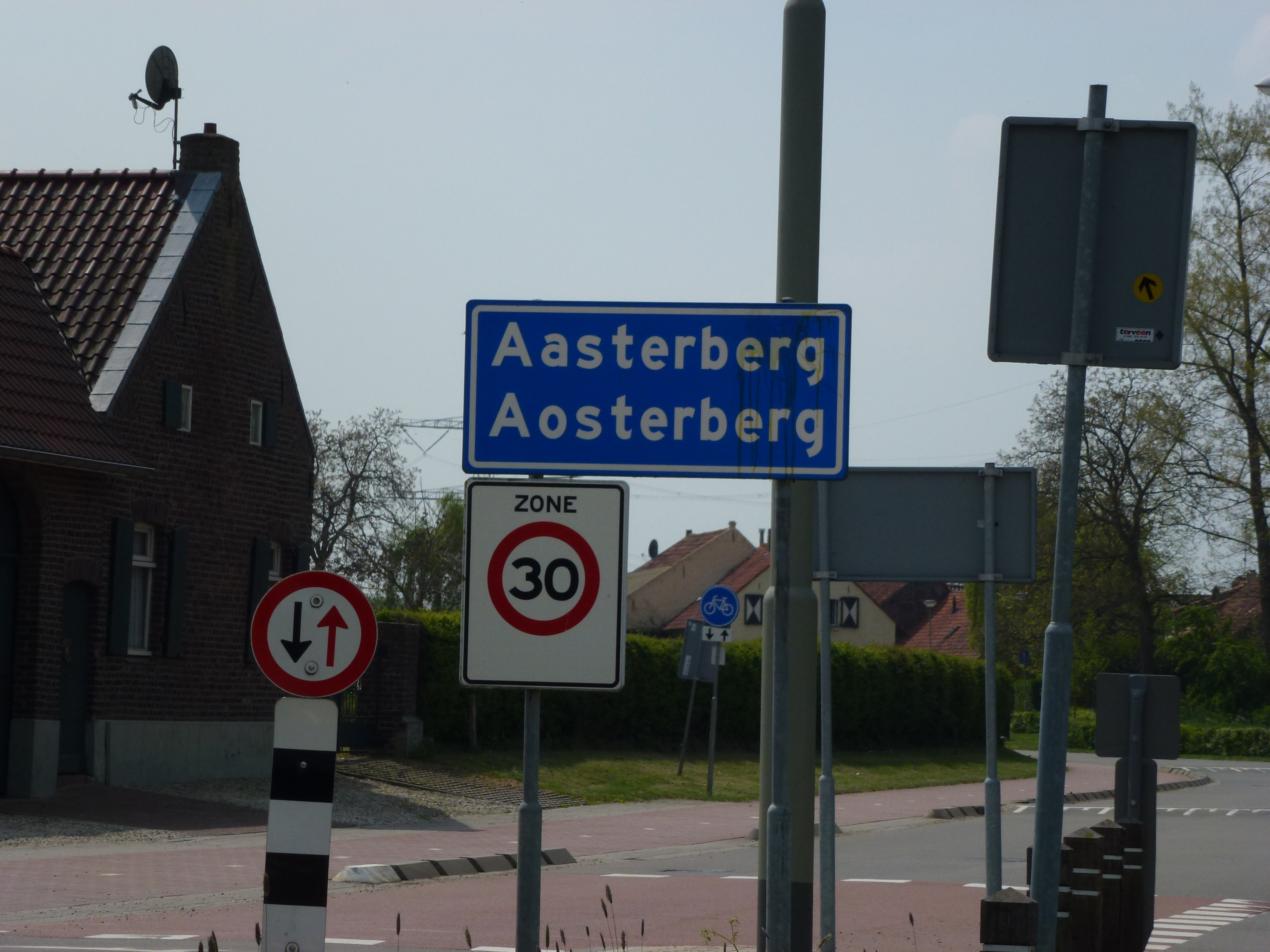
Entree van Aasterberg